# Zunft zu Safran (Luzern)

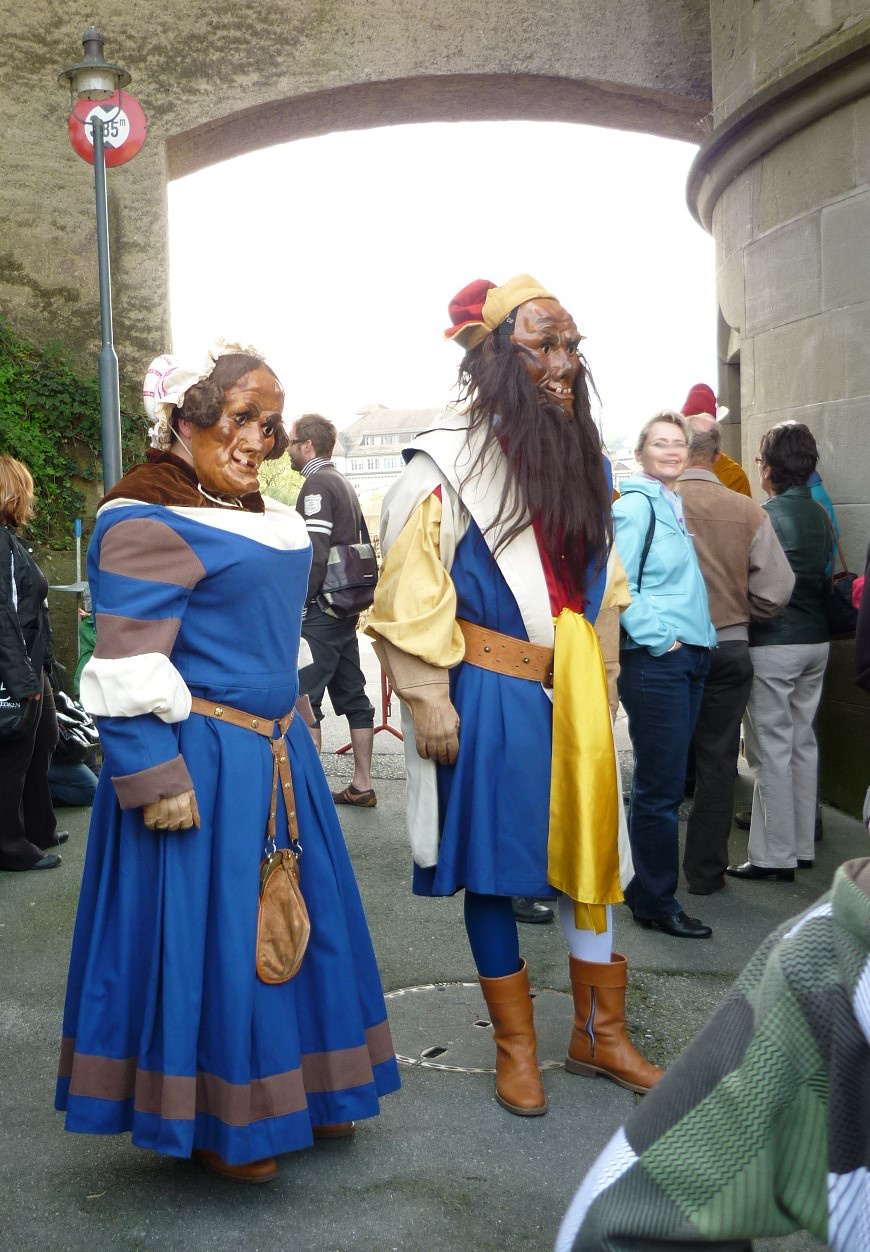
Bruder Fritschi und Fritschine

Die Zunft zu Safran ist eine Zunft in Luzern, die um 1400 als Gesellschaft der Krämer gegründet wurde.

## Geschichte
Die Zunft zu Safran ist eine Gewerbe- und Handwerkszunft, die schon ums Jahr 1400 als «gesellschaft der kraemerye zu Lutzern» gegründet wurde (später genannt «zum Saffran»). Es war eine städteverbindende Vereinigung der luzernischen und bernischen Krämer, die ihre Rechte von König Wenzel (König von 1376 bis 1400) erhalten hatten. Die erste gemeinsame Urkunde ging im Brand von Bern von 1404 unter. Die zweite archivierte Urkunde stammt von 1430. Jeder Zünftler musste auch Mitglied der noch älteren, sinnesverwandten «Bruderschaft zum Heiligen Kreuz» sein. Diese gewährte gegenseitigen Beistand in Krankheit und Not, hatte seit 1471 einen Altar in der Franziskanerkirche und erhielt eine Dankesurkunde des Franziskaner-Provinzials.
Zur Gründungszeit der Zunft bestand ein Zunftzwang. Nur wer ansässiger Bürger der Stadt war, konnte der Zunft beitreten und einen Krämerladen eröffnen und an die Märkte gehen. Zudem musste er laut Gewerbeordnung von 1471 auch einen Harnisch vorweisen und war verpflichtet, an den luzernischen Auszügen teilzunehmen. Im 15. Jahrhundert schlossen sich andere Handwerker wie Bauhandwerker, Zimmerleute, Maurer und Steinmetze an und die Gesellschaft nannte sich fortan «gesellschaft zum Saffran genempt zum Fritschi».
Nach Auflösung der alten Eidgenossenschaft um 1798, nach dem Einmarsch der Franzosen, wurden die Privilegien des Adels und der Zünfte aufgehoben. Als einzige überlebte die Zunft zu Safran diese Auflösungswelle der Zünfte in Luzern. Sie wurde als bürgerliche Vereinigung mit Interesse am luzernischen Brauchtum und an Traditionen weitergeführt.
Entsprechend der Devise des Zunftmeisters – «Freude der Jugend, Hilfe den Armen, Liebe dem Alter» – hat die Zunft auch einen sozialen Charakter.
Heute schwankt der Mitgliederbestand zwischen 420 und 440 Zünftlern. Um in die Zunft aufgenommen zu werden, muss man männlichen Geschlechts sein, das Bürgerrecht der Stadt Luzern oder einer Agglomerationsgemeinde besitzen, mindestens 10 Jahre in der Stadt oder Agglomeration Wohnsitz haben und einen guten Ruf besitzen. Die Zunft zu Safran ist also keine Fasnachtszunft.

## Bruder Fritschi und Fritschivater

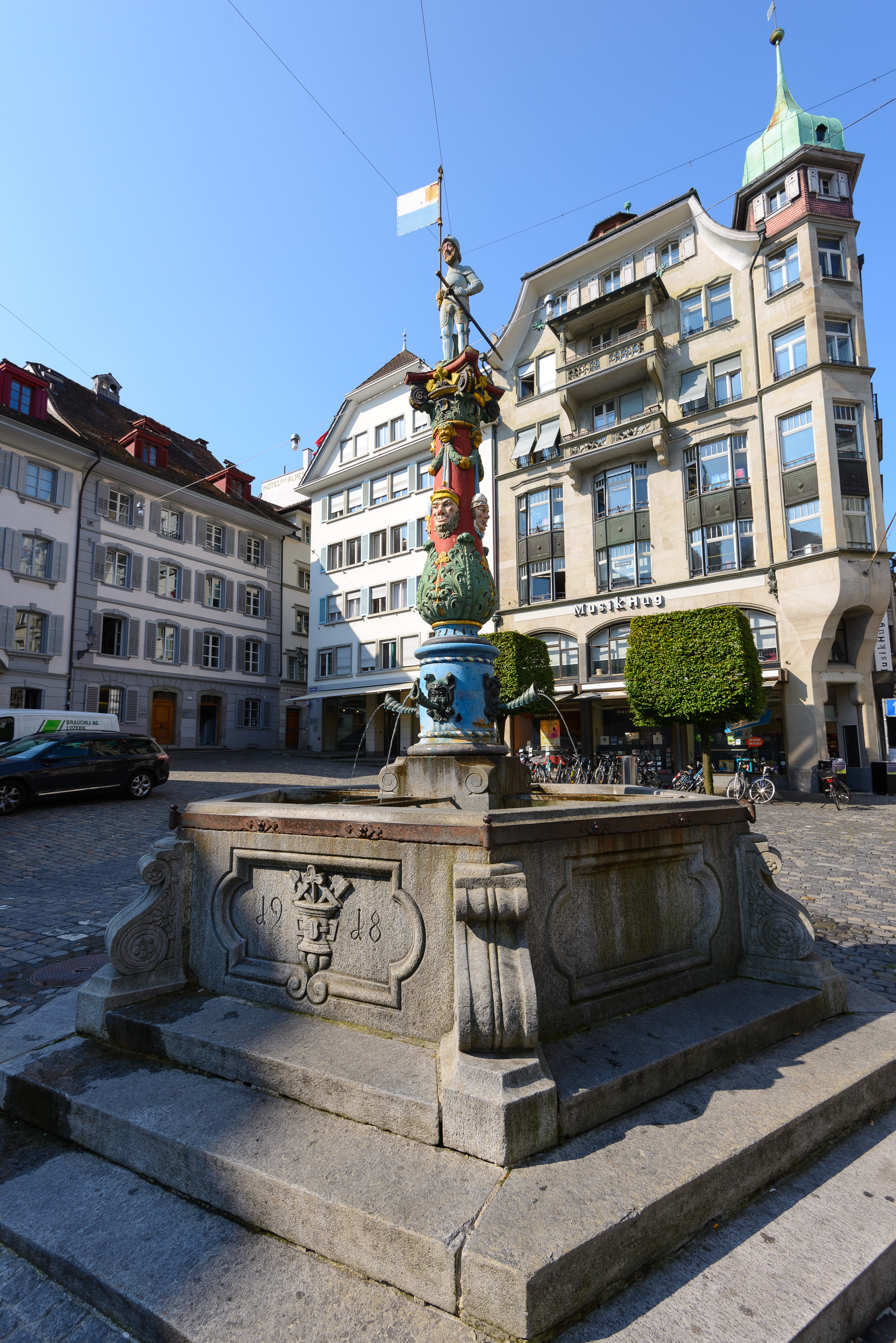
Fritschibrunnen in Luzern

Der Fritschibrauch, der seit Jahrhunderten (früher durch die Krämergesellschaft, heute durch die Zunft zu Safran) gepflegt wird, geht auf den Alten Zürichkrieg zurück, als die österreichische Übermacht am Fridolinstag, dem 6. März 1446 bei der Schlacht bei Ragaz unter Mithilfe von Luzerner Zünften besiegt worden war. Daran nahmen auch zwei Krämerzünftler unter dem Namen «sundere Geslschaft» teil, die noch kein Fähnlein hatten. Auf der nachträglich angefertigten Abteilungsfahne, aufbewahrt in der Zunftstube (nun genannt «Fritschis Stube»), war wahrscheinlich das bärtige Gesicht des Heiligen Fridolin abgebildet. Daraus entwickelten sich zahlreiche Legenden, in denen Bruder Fritschi als trinkender und zu dem weiblichen Geschlecht hingezogener Landsknecht geschildert wird, nicht zuletzt weil in der Fritschistube einige wilde, nicht offizielle Kriegsauszüge (Freischarenauszüge, Saubannerzug in den Thurgau) unter der Fritschifahne ausgeheckt wurden.
Dieser Fridolinstag war dann lange Zeit, über 200 Jahre, ein offizieller Festtag, der mit kirchlichen Feiern und einer Harnischschau (Wehr- und Waffenschau) begangen wurde, an der die militärpflichtigen Luzerner mit Waffen durch die Stadt zu ziehen hatten. Daraus entwickelte sich der heutige Luzerner-Fasnacht-Umzugsbrauch vom Schmutzigen Donnerstag. Mitten im Kriegsharst zog Bruder Fritschi (abgeleitet von Fridolin) ursprünglich als übergrosse Strohpuppe durch die Stadt. Weil die anschliessenden Trink- und Essgelage in den Zunftstuben nicht in die Fastenzeit passten, verlegte der Rat die Waffenschau auf den Schmutzigen Donnerstag. Bruder Fritschi ist eine Art Hofnarr des Fritschivaters. Die Luzerner Fasnachtsumzüge haben also eine ganz andere Geschichte als z. B. die Basler Fasnachts- und Kölner Karnevals-Umzüge.
Der Zunftmeister zu Safran ist seit der Zunftreform von 1908 zugleich auch der über die Stadt hinaus bekannte Fritschivater. Er wird beim Jahresbot gewählt. Die Wahl kann für die gewählte Person überraschend sein, da sie ohne offizielle Kandidaturen durchgeführt wird. Der gewählte Fritschivater muss in den folgenden Tagen die Wahl annehmen oder ablehnen.
Liste der Zunftmeister der letzten Jahre
| Jahr | Name                   |
| ---- | ---------------------- |
| 2025 | Daniel Zimmermann      |
| 2024 | Daniel G. Widmer       |
| 2023 | Carlo De Simoni        |
| 2022 | Viktor M. Giopp        |
| 2021 | Daniel Medici          |
| 2020 | Daniel Medici          |
| 2019 | Reto Schriber          |
| 2018 | Alfred Meier           |
| 2017 | Rolf Willimann         |
| 2016 | Josef Kreyenbühl       |
| 2015 | Thomas Bucher          |
| 2014 | Andreas Moser          |
| 2013 | Louis Fischer          |
| 2012 | Damian Hunkeler        |
| 2011 | Karl Bucher            |
| 2010 | Gregor Schwegler       |
| 2009 | Thomas Schaerli        |
| 2008 | Philipp Gmür           |
| 2007 | Kurt Meyer             |
| 2006 | Georges Theiler        |
| 2005 | Hansruedi Kronenberger |
| 2004 | Beat Lötscher          |
| 2003 | Thomas Ineichen        |

## Zunftaktivitäten
Die Generalversammlung der Zunft wird Jahresbot genannt und findet zum Jahresende statt, in der Regel am Samstag vor dem Fest der Heiligen Drei Könige. Im Januar findet das Bärteliessen statt, bei dem der am Jahresbot neu gewählte Fritschivater abgeholt und damit in sein Amt eingeführt wird. Es folgt die Luzerner Fasnacht mit dem Urknall am Schmutzigen Donnerstag, der Auszug anlässlich der Sempacher Schlachtfeier Ende Juni und die Jahrzeitfeier im November. An dieser wird der verstorbenen Zünftler gedacht. Darüber hinaus organisiert das jährlich neu gewählte Vergnügungskomitee das Maifest und die Herbstchilbi. Beide Feste finden im Nölliturm statt.
Am monatlichen Zunfthöck im Nölliturm pflegen die Zünftler bei Speis und Trank und Geselligkeit ihre Kontakte untereinander. Geführt wird die Zunft durch den 9-köpfigen Zunftrat, wobei der Zunftmeister jedes Jahr neu gewählt wird.